# Niccolò Serra
Niccolò Serra (ur. 17 listopada 1706 w Genui, zm. 14 grudnia 1767 w Ferrarze) – włoski kardynał.

## Życiorys
Urodził się 17 listopada 1706 roku w Genui, jako syn Francesca Marii Serry i Laury Negroni. Ukończył Collegio Clementino, a następnie studiował na La Sapienzy, gdzie uzyskał stopień doktora utroque iure. Następnie pobierał nauki pod kuratelą kardynała Giovanniego Battisty Spinoli. Był referendarzem Najwyższego Trybunału Sygnatury Apostolskiej, a także gubernatorem Camerino, Ankony, Viterbo i Perugii. 16 grudnia 1753 roku przyjął święcenia diakonatu, a dwanaście dni później – święcenia prezbiteratu. Trzy tygodnie później został arcybiskupem tytularnym Mitylene i 20 stycznia 1754 roku przyjął sakrę. 10 lutego został mianowany nuncjuszem apostolskim w Polsce i pełnił tę funkcję przez sześć lat. Po powrocie do Rzymu był audytorem generalnym Kamery Apostolskiej i asystentem Tronu Papieskiego. 26 września 1766 roku został mianowany kardynałem prezbiterem i otrzymał kościół tytularny San Croce in Gerusalemme. Zmarł 14 grudnia 1767 roku w Ferrarze.